# Urrao
Urrao es un municipio de Colombia, localizado en la subregión suroeste del departamento de Antioquia. Limita por el norte con los municipios de Frontino y Abriaquí, por el este con los municipios de Abriaquí, Caicedo, Anzá, Betulia y Salgar, y por el sur y el oeste con Vigía del Fuerte y el departamento del Chocó. Es el segundo municipio más grande del departamento. Urrao es célebre por ser la cuna del ciclista profesional colombiano Rigoberto Urán.

## Historia
La etnia de los aborígenes catíos, antiguos habitantes de esta región, luchó ferozmente contra los españoles para mantener sus pertenencias. Registros confiables indican que fue Vasco Núñez de Balboa el primer conquistador en llegar, a principios del siglo XVI. Se viene así a la memoria la importancia que tuvo en esta comarca y en general en todo el suroeste antioqueño un cacique indígena de nombre Toné, recordado conductor indígena que supo liderar, aunque sucumbiría luego, fieras batallas contra los ibéricos, y con cuyo nombre hay bautizadas docenas de localidades y establecimientos por toda la región suroeste de Antioquia.
Antiguamente el poblado fue llamado Xundabé, que significa Refugio de palomas, San Carlos de la Isleta, Olimpia y San José de Urrao.
Algunas versiones sobre el origen del nombre actual dicen que en esta región habitó un indígena llamado Gaspar Urrado y al suprimirse la "d" quedó Urrao, o que pudo venir de los vocablos Catíos "Uro" que significa Cera y "Do", río, entonces sería Río de Cera o Camino de Cera.
El pueblo se convirtió en paso obligado, o en asentamiento, para viajeros entre Antioquia y Chocó, y esta condición despegó su progreso. Urrao antes comprendía también al municipio que hoy es Vigía del Fuerte; de allí el primer nombre que tuvo de San Carlos de la Isleta que era el poblado que existía en la desembocadura del río Murrí en el Atrato.
Su gran valor ecológico es el PNN Las Orquídeas, único ubicado por completo en Antioquia y lugar que sirve de hábitat para una rica y variada fauna y flora.

## Generalidades
- Fundación: El 12 de junio de 1781
- Erección en municipio, 1834

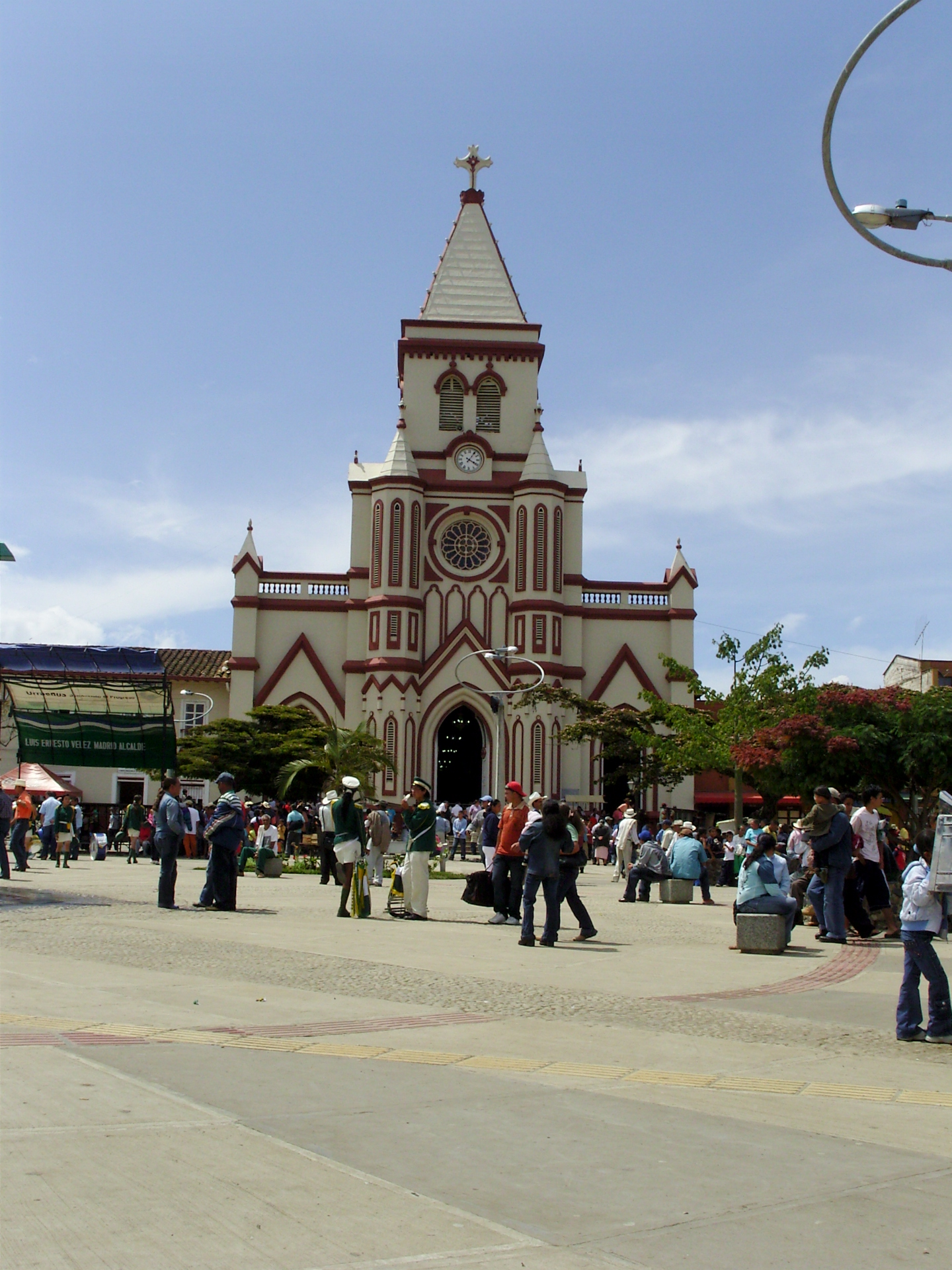
Iglesia de San José de Urrao.

- Fundadores: Colonos, entre ellos Rita Martínez, José María y Pedro de Rublas, Hermógenes Fernández, José Antonio de la Rea, José Hermenegildo y Sebastián Montoya, Gerardo Urán Urán, Marcelo Durango, Santos de Vargas, José María Aguirre y don Gabriel de Lagos, lis Daniela Gañan.
- Apelativos: "Paraíso escondido", "La Perla Antioqueña" y  “Ciudad Paisaje”, además de su majestuoso Río Penderisco que se conoce con el apelativo "Firma de Dios sobre la tierra" por sus imponente curvas que lo hacen ver único sobre el valle del penderisco.

Cuenta con la mayor altura que puede encontrarse en Antioquia (Páramo de Frontino), lo que lo convierte en sitio privilegiado por su biodiversidad, albergando varias especies endémicas de fauna y flora.

## División Político-Administrativa
Aparte de su Cabecera municipal. Urrao tiene bajo su jurisdicción los siguientes Centros poblados:
- La Encarnación
- San José

## Demografía
Población Total: 30 876 hab. (2018)
- Población Urbana: 16 917
- Población Rural: 13 959

Alfabetismo: 76.8% (2005)
- Zona urbana: 85.5%
- Zona rural: 68.7%

### Etnografía
Según las cifras presentadas por el DANE del censo 2005, la composición etnográfica del municipio es: 
- Mestizos & blancos (93,5%)
- Indígenas (5,4%)
- Afrocolombianos (1,1%)

## Vías de comunicación
Se comunica por carretera con la capital de departamento de Antioquia a 153 km aproximadamente por la vía Medellín - Bolombolo - Concordia - Betulia, que se encuentra totalmente pavimentada entre cada municipalidad. Por carretera destapada a 143 km con el municipio de Caicedo - Santa Fe de Antioquia - Medellín, por el corregimiento de Altamira del municipio de Betulia y con el municipio El Carmen de Atrato del departamento del Chocó. Dentro de las vías municipales, se conecta con el corregimiento de La Encarnación.
Cuenta con el aeropuerto Alí Piedrahita, su longitud es de 940 m. Urrao fue el segundo municipio antioqueño en tener pista de aterrizaje después de Medellín, está localizado en la zona norte del área urbana, a cinco minutos en transporte vehicular. Desde este aeropuerto es posible vista panorámica del valle del Penderisco.

## Economía
- Agricultura: Granadilla, Frutales, Fríjol, Caña, Maíz, Papa, Hortalizas tomate, aguacate hass, gulupa.
- Ganadería: de Levante y Lechero
- Minería
- Maderas
- Comercio muy activo.

## Gastronomía
- Algunos de sus productos más reconocidos son el queso dulce de Urrao y el quemado.
- Frutas: es emblemática y muy importante en el distrito la granadilla, fruta emblemática de la región y orgullo de la ciudad.
- Comida típica antioqueña, bandeja paisa, asados, comidas rápidas.

## Transporte
- Cootraur
- Sotraur
- Rápido ochoa

## Fiestas
- Tradicionales Fiestas del Cacique Toné, a finales de junio, para resaltar el espíritu de libertad y rebeldía heredado del legendario líder indígena Cacique Toné. Los balcones de las casas se adornan con flores, pancartas y ramilletes de granadilla esta es la fiesta más importante del municipio y una de las que recibe más turistas, famosa por sus cabalgatas, donde se encuentran los mejores ejemplares del departamento, sus reinados también forman parte importante de estas fiestas, sus grandes desfiles, y llamativas bandas donde se resalta la importancia de la Banda Marcial de la Institución Educativa Monseñor J. Iván Cadavid Gutiérrez.
- Festival Municipal de Teatro-carrozas, con bailes populares, disfraces, conjuntos musicales, juegos de azar, cabalgatas.
- Fiesta patronal de San José, 19 de marzo
- Desfile de Antorchas, 3 de mayo
- Ánimas: En noviembre, cada martes y viernes, se rezan los «Padre Nuestros» y se realiza un recorrido por el pueblo a las doce de la noche.

## Patrimonio natural
- Parque Nacional Natural Las Orquídeas. Situado a más de 4.000 metros sobre el nivel del mar, alberga unas 300 especies de orquídeas y animales como el Oso de anteojos, el tigrillo, el colibrí de cola azul y otras variedades de pájaros, anfibios y reptiles.
- Páramo del sol.
- Cerro el Peseta y Cerro plateado.
- Paisajes de planicies que contrastan con las montañas.
- Ríos Penderisco y Urrao.

## Patrimonio cultural

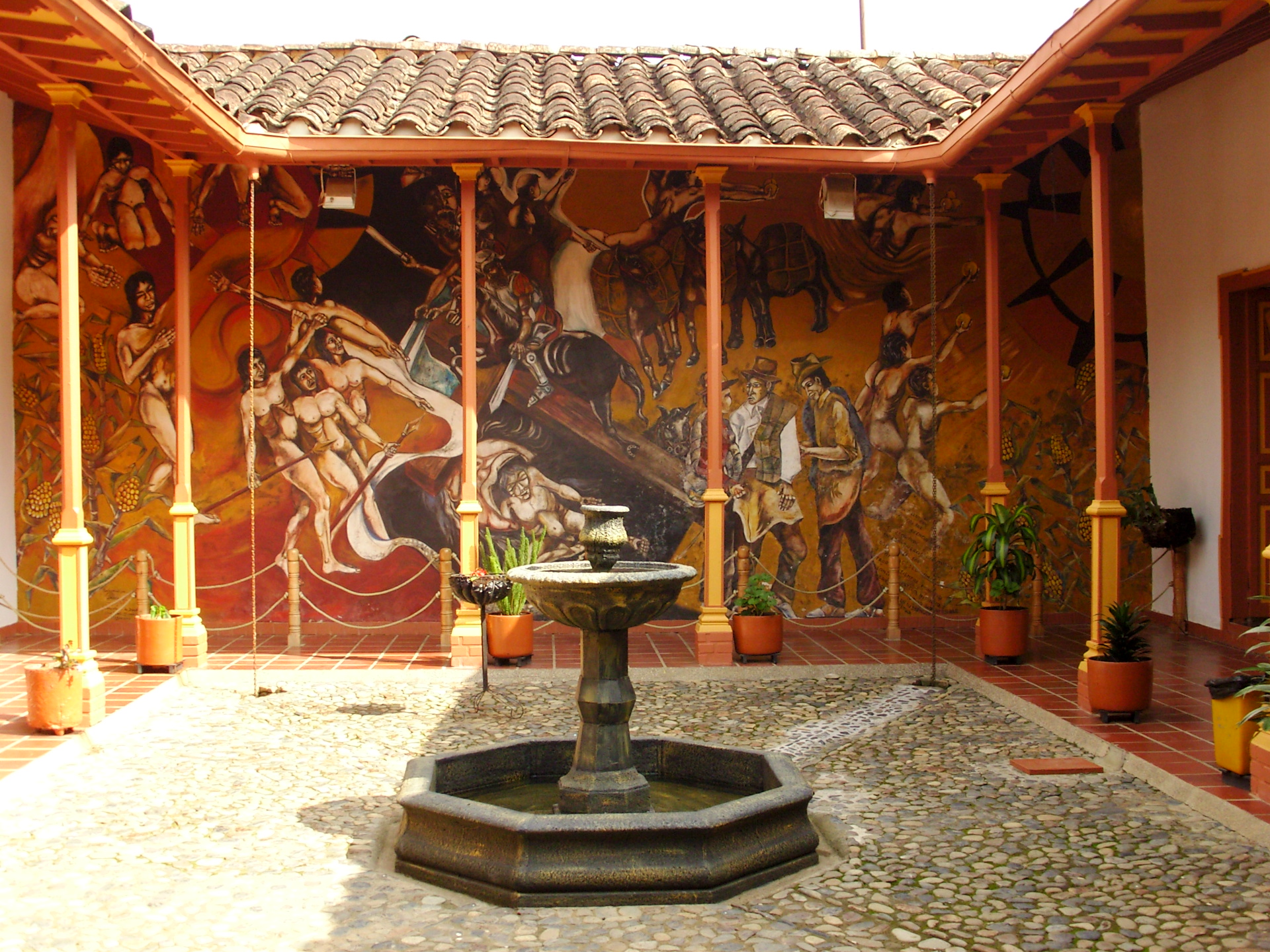
Interior de la casa de la cultura del municipio.

- Hacienda El Espinal,[8] hermosa casa antigua, de grandes paredes y techos altos.
- Hacienda Sandima, de 200 años de antigüedad.
- Casas antiguas, que abundan en el municipio, especialmente en las cuadras cercanas al parque principal.

## Clima
El clima en Urrao es cálido y templado. Llueve mucho durante todo el año, incluso el mes más seco tiene muchas precipitaciones. Según la clasificación climática de Köppen, este es del tipo Cfb o clima oceánico. La temperatura media en Urrao es de 15,7 °C. Anualmente caen unos 7 573 mm de precipitaciones. 
| Parámetros climáticos promedio de Urrao | Parámetros climáticos promedio de Urrao | Parámetros climáticos promedio de Urrao | Parámetros climáticos promedio de Urrao | Parámetros climáticos promedio de Urrao | Parámetros climáticos promedio de Urrao | Parámetros climáticos promedio de Urrao | Parámetros climáticos promedio de Urrao | Parámetros climáticos promedio de Urrao | Parámetros climáticos promedio de Urrao | Parámetros climáticos promedio de Urrao | Parámetros climáticos promedio de Urrao | Parámetros climáticos promedio de Urrao | Parámetros climáticos promedio de Urrao |
| Mes                                     | Ene.                                    | Feb.                                    | Mar.                                    | Abr.                                    | May.                                    | Jun.                                    | Jul.                                    | Ago.                                    | Sep.                                    | Oct.                                    | Nov.                                    | Dic.                                    | Anual                                   |
| --------------------------------------- | --------------------------------------- | --------------------------------------- | --------------------------------------- | --------------------------------------- | --------------------------------------- | --------------------------------------- | --------------------------------------- | --------------------------------------- | --------------------------------------- | --------------------------------------- | --------------------------------------- | --------------------------------------- | --------------------------------------- |
| Temp. máx. media (°C)                   | 18.8                                    | 20.2                                    | 20.5                                    | 20.2                                    | 19.8                                    | 20                                      | 20.2                                    | 20.5                                    | 20.1                                    | 19.3                                    | 18.9                                    | 19.3                                    | 19.8                                    |
| Temp. mín. media (°C)                   | 12.6                                    | 12.8                                    | 12.1                                    | 13.4                                    | 13.5                                    | 13                                      | 12.7                                    | 12.7                                    | 12.8                                    | 13.1                                    | 13.1                                    | 12.9                                    | 12.9                                    |
| Lluvias (mm)                            | 415                                     | 412                                     | 532                                     | 605                                     | 729                                     | 678                                     | 740                                     | 809                                     | 788                                     | 729                                     | 662                                     | 474                                     | 7573                                    |
| Fuente: Climate-Data.org                |                                         |                                         |                                         |                                         |                                         |                                         |                                         |                                         |                                         |                                         |                                         |                                         |                                         |